# Ụ́
Ụ́ (minuscule : ụ́), appelé U accent aigu point souscrit, est une lettre latine utilisée dans l’écriture de l’abua, de l’ezaa, de l’igede, de l’izi, du kaliko et du kirike.
Il s’agit de la lettre U diacritée d’un accent aigu et d’un point souscrit.

## Usage informatique
Le U accent aigu point souscrit peut être représenté avec les caractères Unicode suivants : 
- précomposé (latin étendu additionnel, diacritiques)[1],[2] :

| formes    | représentations | chaînes de caractères | points de code | descriptions                                                     |
| --------- | --------------- | --------------------- | -------------- | ---------------------------------------------------------------- |
| capitale  | Ụ́               | Ụ◌́                    | U+1EE4 U+0301  | lettre majuscule latine u point souscrit diacritique accent aigu |
| minuscule | ụ́               | ụ◌́                    | U+1EE5 U+0301  | lettre minuscule latine u point souscrit diacritique accent aigu |

- décomposé et normalisé NFD (latin de base, diacritiques) :

| formes    | représentations | chaînes de caractères | points de code       | descriptions                                                                 |
| --------- | --------------- | --------------------- | -------------------- | ---------------------------------------------------------------------------- |
| capitale  | Ụ́               | U◌̣◌́                   | U+0055 U+0323 U+0301 | lettre majuscule latine u diacritique point souscrit diacritique accent aigu |
| minuscule | ụ́               | u◌̣◌́                   | U+0075 U+0323 U+0301 | lettre minuscule latine u diacritique point souscrit diacritique accent aigu |